# Passiflora pergrandis
Passiflora pergrandis là một loài thực vật có hoa trong họ Lạc tiên. Loài này được Holm-Niels. & Lawesson mô tả khoa học đầu tiên năm 1987.